# Andreas Marschall

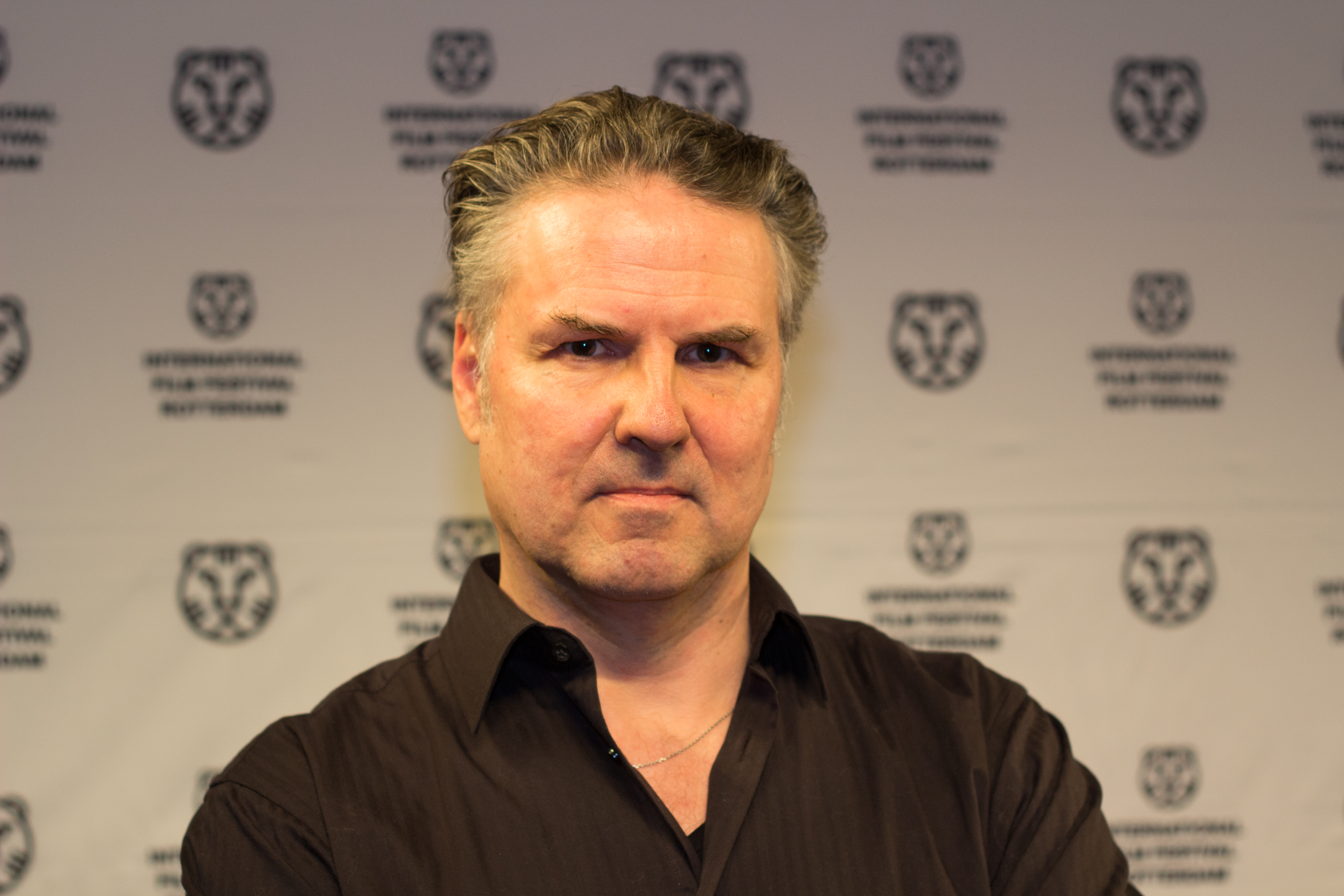
Andreas Marschall, 2015

Andreas Marschall (* 13. Januar 1961 in Karlsruhe) ist ein deutscher Zeichner, Drehbuchautor, Filmeditor und Filmregisseur. Bekanntheit erlangte er in den 1980er Jahren als Illustrator von Schallplattencovern. Seit den 1990er Jahren dreht er auch Musikvideos und arbeitet in unterschiedlichen Bereichen der Filmbranche.

## Leben
Marschall stammt aus einer kunstaffinen Familie; sowohl sein Vater als auch seine Mutter sind Kunstlehrer und Maler. Bereits als Jugendlicher begann er mit dem Zeichnen von Comics für Klassenkameraden. 1981 verlegte Marschall seinen Wohnsitz nach West-Berlin, wo er Karl-Ulrich Walterbach von Noise Records kennenlernte, mit dem ihn das Interesse an Comics und Horrorfilmen verband. Anfang der 1990er Jahre gründete er Cut and Run, ein Filmproduktionsunternehmen. Seit den 2000er Jahren ist er Partner von Teresa Nawrots Schauspielschule „Reduta Berlin“, wo er Kurse in Camera acting gibt.
Andreas Marschall lebt und arbeitet in Berlin.

## Schaffen
Bereits um 1980 war Marschall als Comiczeichner für das Magazin Métal hurlant tätig, entschied sich allerdings gegen eine professionelle Karriere in diesem Genre. Stattdessen nahm er das Angebot an, Schallplattencover für die Veröffentlichungen des noch jungen Labels Noise Records zu zeichnen. Die erste Zeichnung war für den 1984 veröffentlichten Sampler Rock from Hell und Marschall avancierte zum Hauszeichner von Noise Records. Später wurde er auch für andere Labels und Bands tätig, so für Sodom, Blind Guardian, Running Wild, Grave Digger, In Flames, Obituary, Kreator, Hate Eternal und Hammerfall. Daneben zeichnete er Filmplakate, u. a. für die Filme Nekromantik und Nekromantik 2.
Marschall arbeitet mit der Airbrushtechnik unter Verwendung kleiner Retusche-Pinsel. Eine digitale Nachbearbeitung nimmt er kaum vor. Im Jahr 2014 stellte das Rock’n’Popmuseum in Gronau über mehrere Monate Marschalls Coverzeichnungen aus.
Anfang der 1990er Jahre fand Marschall den Einstieg in das Filmgeschäft. Seine erste Arbeit war 1991 das Video Hallucinative Comas für die deutsche Band Kreator. Es folgten rund 60 weitere unter professionellen Bedingungen produzierte Video-Clips. Seit Anfang der 2000er Jahre ist Marschall als Filmeditor tätig, u. a. für So weit die Füße tragen aus dem Jahr 2001 sowie einige Folgen der Serie Küstenwache. Während seiner Tätigkeit an der „Reduta Berlin“ entwickelte er mit seiner Schauspielklasse eine Horror-Kurzgeschichte mit dem Titel Shakti, auf deren Basis er 2004 mit Tears of Kali sein Spielfilmdebüt als Regisseur gab. 2012 folgte mit Masks sein zweiter Horrorfilm in Spielfilmlänge. Im Herbst 2013 begann er mit dem Dreh zum Episoden-Horrorfilm German Angst, den er gemeinsam mit Jörg Buttgereit und Michal Kosakowski realisierte. Der Film hatte im Januar 2015 Premiere. 2019 lieferte er mit Pig einen Beitrag zur Weihnachtshorror-Anthologie Deathcember.